# Nihonhimea
Genre
Nihonhimea est un genre d'araignées aranéomorphes de la famille des Theridiidae.

## Distribution
Les espèces de ce genre se rencontrent en Asie, en Océanie, en Amérique et aux Seychelles.

## Liste des espèces
Selon World Spider Catalog (version 20.5, 06/01/2020) :
- Nihonhimea brookesiana (Barrion & Litsinger, 1995)
- Nihonhimea indica (Tikader, 1977)
- Nihonhimea japonica (Bösenberg & Strand, 1906)
- Nihonhimea mundula (L. Koch, 1872)
- Nihonhimea tesselata (Keyserling, 1884)
- Nihonhimea tikaderi (Patel, 1973)

## Publication originale
- Yoshida, 2016 : Parasteatoda, Campanicola, Cryptachaea and two new genera (Araneae: Theridiidae) from Japan. Bulletin of the Yamagata Prefectural Museum, vol. 34, p. 13-30.